# مینه، یاماگوچی
مینه در استان یاماگوچی در کشور ژاپن واقع شده‌است  که دارای جمعیت ۱۷٬۳۵۵ نفر و مساحت ۲۲۸٫۲۵ کیلومتر مربع با تراکم جمعیت ۷۶٫۰  نفر در کیلومترمربع است و در تاریخ ۳۱ مارس ۱۹۵۴ به عنوان شهر شناخته شد.